# Forțele Aeriene Regale ale României

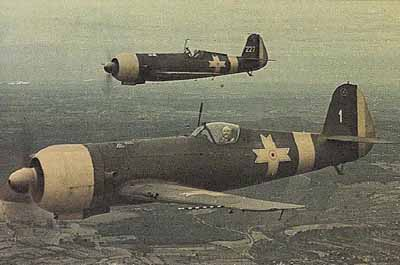
Una coppia di IAR 80 in volo nella livrea della Forțele Aeriene Regale ale României.

La Forțele Aeriene Regale ale României, abbreviato in FARR e tradotto dalla lingua rumena Regia Aeronautica Romena, era la designazione dell'aeronautica militare del Regno di Romania e parte integrante delle forze armate reali rumene nel periodo dal 1924 al 1947.

## Storia
L'aviazione militare rumena era stata fondata nel 1913 ma solo nel 1924 divenne forza armata autonoma come Forțele Aeriene Regale ale României.
Durante la seconda guerra mondiale fu schierata dal 1941 a fianco delle Potenze dell'Asse e poté contare su diversi velivoli, alcuni acquistati all'estero o prodotti su licenza in territorio rumeno, altri realizzati su un progetto autoctono come gli IAR 80 e IAR 81, combattendo sul fronte russo. Nell'agosto 1944 lasciò l'Asse e combatté contro i tedeschi. 
Dopo il colpo di Stato in Romania del 1947 l'aviazione militare divenne parte della Armata Populară Română.

### Aziende aeronautiche governative ed autonome attive nel periodo
- Industria Aeronautică Română (IAR) a Brașov
- Întreprinderea de Construcții Aeronautice Românești (ICAR)
- Sociatatea Pentru Exploatari Technice (SET)

## Assi dell'aviazione romena
- Constantin Cantacuzino (56 vittorie confermate)[1]
- Alexandru Șerbănescu (47 vittorie confermate)[2]
- Ioan Dicezare
- Tudor Greceanu
- Constantin Lungulescu
- Ioan Maga
- Ioan Mălăcescu
- Ion Milu
- Ioan Mucenica
- Horia Agarici

## Velivoli utilizzati durante la seconda guerra mondiale

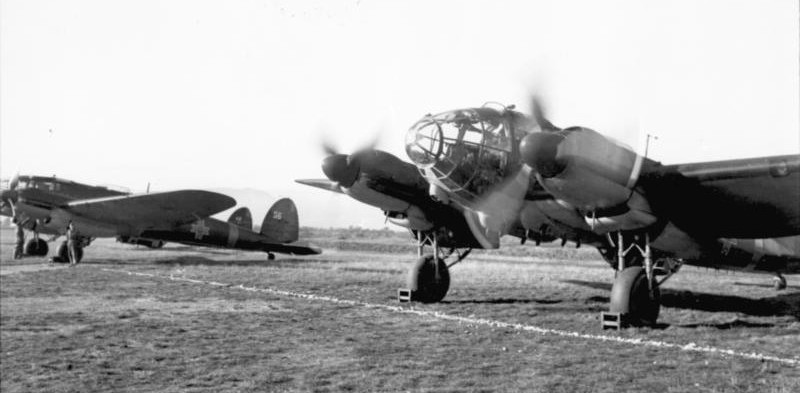
Heinkel He 111 con insegne romene

| Tipo                             | Variante                          | Origine        | Descrizione                                       |
| -------------------------------- | --------------------------------- | -------------- | ------------------------------------------------- |
| Arado Ar 66                      | C                                 | Germania       | Biplano monomotore                                |
| Arado Ar 196                     | A-3                               | Germania       | Ricognitore                                       |
| Avia BH-25                       | J                                 | Cecoslovacchia | Aereo da trasporto monomotore                     |
| Bloch MB 210                     | BN5                               | Francia        | Bombardiere bimotore                              |
| Bristol Blenheim                 | Mk.I                              | Regno Unito    | Bombardiere bimotore                              |
| CANT Z.501                       |                                   | Italia         | Idrovolante monomotore                            |
| de Havilland DH.90 Dragonfly     |                                   | Regno Unito    | Aereo da trasporto bimotore                       |
| de Havilland DH.89 Dragon Rapide |                                   | Regno Unito    | Aereo da trasporto bimotore                       |
| Dewoitine D.27                   |                                   | Francia        | Aereo da trasporto monomotore                     |
| Fieseler Fi 156                  | C-2                               | Germania       | Aereo da ricognizione monomotore                  |
| Focke-Wulf Fw 44                 | C                                 | Germania       | Aereo da ricognizione monomotore                  |
| Focke-Wulf Fw 58                 | C                                 | Germania       | Aereo da trasporto-ambulanza bimotore             |
| Focke-Wulf Fw 189                | A-1/2                             | Germania       | Aereo da ricognizione bimotore                    |
| Focke-Wulf Fw 190                | A-8/F-8                           | Germania       | Aereo da caccia monomotore                        |
| Gotha Go 242                     | Aliante                           | Germania       |                                                   |
| Hawker Hurricane                 | Mk. I                             | Regno Unito    | Aereo da caccia monomotore                        |
| Heinkel He 111                   | E-3/H-3/H-6/H-20                  | Germania       | Bombardiere medio bimotore                        |
| Heinkel He 112                   | B-1/B-2                           | Germania       | Aereo da caccia monomotore                        |
| Heinkel He 114                   | A-2                               | Germania       | Idrovolante da ricognizione                       |
| Henschel Hs 129                  | B-2                               | Germania       | Aereo da attacco al suolo bimotore                |
| IAR POTEZ 25                     |                                   | Romania        | Bombardiere monomotore                            |
| IAR 14                           |                                   | Romania        | Aereo da caccia monomotore                        |
| IAR 15                           |                                   | Romania        | Aereo da caccia monomotore                        |
| IAR 22                           |                                   | Romania        | Aereo da addestramento monomotore                 |
| IAR 37                           |                                   | Romania        | Aereo da ricognizione/ bombardiere monomotore     |
| IAR 38                           |                                   | Romania        | Aereo da ricognizione/ bombardiere monomotore     |
| IAR 39                           | A/B                               | Romania        | Aereo da ricognizione/ bombardiere monomotore     |
| IAR 79                           | IAR JR79B/ IAR JRS 79B1           | Romania        | Bombardiere bimotore / ricognizione               |
| IAR 80                           | A/B/c                             | Romania        | Aereo da caccia monomotore                        |
| IAR 81                           | A/B/C                             | Romania        | Bombardiere monomotore                            |
| Junkers W 34                     | H                                 | Germania       | Da trasporto monomotore                           |
| Junkers Ju 52                    | 3mg7e                             | Germania       | Da trasporto bimotore                             |
| Junkers Ju 87                    | D-3/D-5                           | Germania       | Bombardiere monomotore                            |
| Junkers Ju 88                    | A-4/D-1                           | Germania       | Bombardiere bimotore                              |
| Klemm Kl 35                      | D                                 | Germania       | Aereo da addestramento monomotore                 |
| Messerschmitt Bf 108             | B                                 | Germania       | Da trasporto monomotore                           |
| Messerschmitt Bf 109             | E-3/E-4/E-7/G-2/G-4/G-6/G-4A/G-6A | Germania       | Aereo da caccia                                   |
| Messerschmitt Bf 110             | C/D/F                             | Germania       | Caccia bombardiere bimotore                       |
| Nardi FN.305                     |                                   | Italia         | Addestratore monomotore                           |
| Potez 540                        | 543                               | Francia        | Bombardiere bimotore                              |
| Potez 630                        | 631/633                           | Francia        | Bombardiere bimotore                              |
| Potez 650                        | 651                               | Francia        |                                                   |
| PZL P.7                          |                                   | Polonia        | Aereo da caccia monomotore. Polonia nel 1939      |
| PZL P.11                         | B/C/F                             | Polonia        | Aereo da caccia monomotore                        |
| PZL P.24                         | E                                 | Polonia        | Aereo de caccia monomotore                        |
| PZL.23 Karaś                     | A/B                               | Polonia        | Aereo da ricognizione/bombardiere monomotore      |
| PZL.37 Łoś                       | A/B                               | Polonia        | Bombardiere medio bimotore                        |
| Savoia-Marchetti S.62            | bis                               | Italia         | Idrovolante da ricognizione/trasporto/bombardiere |
| Savoia-Marchetti S.55            |                                   | Italia         | Aereo da ricognizione/bombardiere medio bimotore  |
| Savoia-Marchetti S.M.79          | B/JR                              | Italia         | Bombardiere bimotore                              |
| STC SM62                         | Licenza                           | Romania        | Idrovolante ricognitore monomotore                |
| SET 31                           |                                   | Romania        | Aereo da addestramento monomotore                 |
| SET 7                            | 7A, 7K, 7H                        | Romania        | Idrovolante                                       |

### Velivoli prodotti su licenza
- Heinkel He 111 H (30 esemplari prodotti dalla IAR)
- Messerschmitt Bf 109G (16 esemplari prodotti dalla IAR)
- Savoia-Marchetti S.M.79JR (16 esemplari prodotti dalla IAR)
- PZL P.11f (80 esemplari prodotti dalla IAR)
- PZL P.24E (50 esemplari prodotti dalla IAR)
- IAR 36 (progetto Messerschmitt[3], 5 esemplari prodotti dalla IAR)